# Tivoli Friheden
Tivoli Friheden est un parc d'attractions situé à Århus, au Danemark.

## Histoire

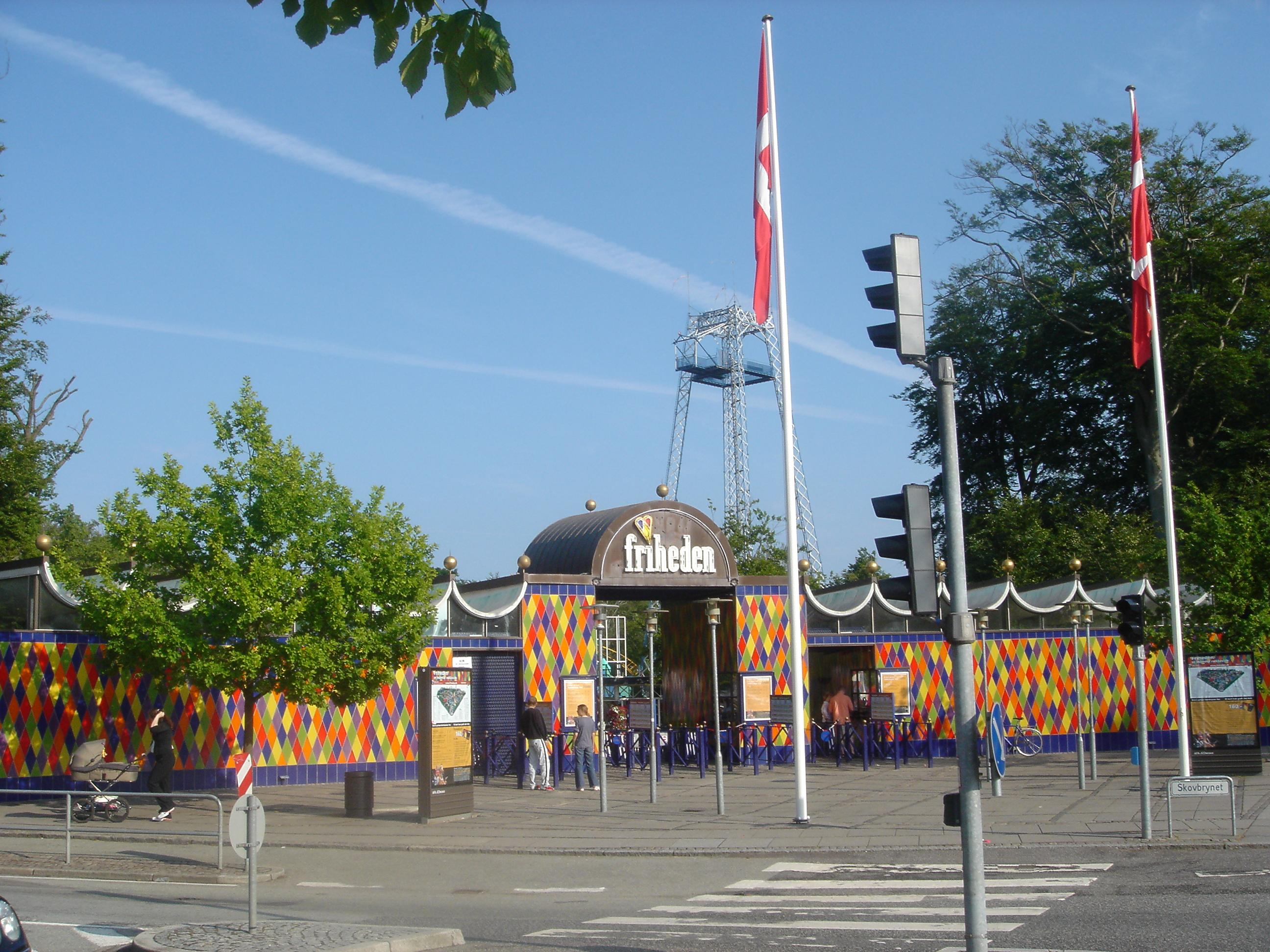
Entrée de Tivoli Friheden.

En 1903, les habitants de la région venaient pique-niquer dans les bois où le forestier leur proposait du café, de la bière ou des gâteaux. Devant le succès et l'ampleur que prenait cette tradition dominicale, et ayant peur que le garde forestier passe plus de temps au service qu'à son propre métier, la municipalité autorisa un restaurateur de la ville à servir les visiteurs dans les bois.
Le 31 juillet 1904 fut inaugurée dans la forêt de Marselisborg un pavillon et un restaurant commandé par le conseil municipal et géré par le jeune Hans Rising. Le Terrassen Restaurant a été conçu par l'architecte S.F. Kühnel, qui a également conçu la caserne de pompiers à Ny Munkegade et Mejlborg Århus Centrum. À cette époque apparaissent également les Tramways de Aarhus dont le premier terminus est situé à quelques minutes de marche du restaurant.
Ce lieu devient très populaire à partir de 1909, accueillant tous les dimanches des concerts dans le kiosque à musique. À l'époque, on pouvait voir de grands artistes contemporains s'y produire comme Lauritz Melchior ou Gerda Christoffersen.
Ce n'est qu'après la Première Guerre mondiale, que Friheden a peu à peu commencé à prendre la forme qu'on lui connait aujourd'hui ; un parc d'attractions. Des balançoires et toboggans sont installés, le restaurant devient un lieu de rencontre pour plusieurs festivals folk et les socialistes décident même en 1925 de s'installer au Vennelystparken.
En 1949, le parc ouvrit un minigolf, et l'année suivante des pédalos et un échiquier en plein air en face du restaurant. En 1954, après 50 ans de travail, Hans Rising quitte le restaurant et le Conseil municipal embauche le restaurateur Dan Christophersen, qui était également compositeur et directeur de cabaret. C'est entre autres lui qui propose de faire du parc une zone de loisir permanente. Le projet est mis en œuvre à titre expérimental à partir de 1957.
C'est un véritable succès et l'année suivante, la municipalité d'Århus et le propriétaire de fête foraine Marinus Kobberrød signent un partenariat. Le 2 mai 1958, celui qui s'appelle encore Folkeparken ouvre ses ports et accueil plus de 400 000 visiteurs. Malheureusement, peu à peu, la fréquentation baisse et c'est à cette époque que l'achat de plusieurs manèges survient pour sauver le parc. En 1984, le parc est mis en faillite et la municipalité d'Århus reprend l'exploitation complète. Elle rénove le parc de 1992 à 1996 et le transforme pour 13 millions de couronnes. Le restaurant des débuts est modifié pour devenir le Tivoli Theatre. En 2000, le parc est enfin à nouveau complètement opérationnel et rentable et en février de cette année, son exploitation a été transférée à Tivoli Friheden A/S.

## Les attractions

### Montagnes russes
| Nom de l'attraction | Type                             | Constructeur   | Année d'ouverture |
| ------------------- | -------------------------------- | -------------- | ----------------- |
| Bisværmen           | Montagnes russes tournoyantes    | SBF Visa Group | 2016              |
| Dragen              | Montagnes russes en métal junior | Pinfari        | 2001              |
| Tyfonen             | Wild Mouse                       | Zamperla       | 2006              |
| Vindfald            | Euro-Fighter                     | Gerstlauer     | 2024              |

### Autres attractions
- Abekatten - Bateau à bascule junior (2004)
- Bilbanen - Parcours éducatif sur le code de la route
- Brand Alarm - Fire Brigade (2007)
- Den Blå Ballon - Samba Balloons (2001)
- Den Røde Baron - Manège d'avions (2009)
- (spøg)Else's Hotel - Train fantôme (rénové en 2003)
- Forhindringsbane - Parcours d'obstacles
- Friheds Karrusellen - Carrousel (2010)
- Hoppeborg - Structure gonflable
- Hurlumhejhus - Fun house
- Kænguro - Tour de chute junior (2001)
- Legeland - Aire de jeu couverte avec karting, structures gonflables, piscine à boules pour les moins de 12 ans
- MotorBådene - Bateaux à moteurs
- Pariserhjulet - Grande roue (2011)
- Pegasus - (2001)
- Piratskibet - Bateau à bascule (2001)
- Radiobilerne - Autos tamponneuses
- Rally - Parcours de jeeps
- Rio Grande - Train junior
- Sky Tower - Tour de saut en chute libre (2001)
- Stock car - Autos tamponneuses junior (1997)
- Svinggyngerne - Chaises volantes (2010)
- Tivoli Van(D)Vittig - Aire de jeux aquatique

## Anciennes attractions
- Orkanens Øje - Montagnes russes en métal de Pinfari (1986 - 2018)

## Incident
Le 14 juillet 2022, un wagonnet de l'attraction Cobra se détache, tuant une adolescente de 14 ans et blessant un garçon de 13 ans.